# Semanotus nigroalbus
Semanotus nigroalbus är en skalbaggsart som beskrevs av Holzschuh 1984. Semanotus nigroalbus ingår i släktet Semanotus och familjen långhorningar.
Artens utbredningsområde är Nepal. Inga underarter finns listade i Catalogue of Life.